# Fuchs-Piedmont-Gletscher
Der Fuchs-Piedmont-Gletscher ist ein 110 km langer Vorlandgletscher, der in nordost-südwestlicher Ausdehnung die gesamte Westküste der westantarktischen Adelaide-Insel einnimmt.
Teilnehmer der Fünften Französischen Antarktisexpedition (1908–1910) unter der Leitung des Polarforschers Jean-Baptiste Charcot kartierten ihn 1909. Der Falkland Islands Dependencies Survey (FIDS) benannte ihn nach dem britischen Polarforscher Vivian Fuchs (1911–1999), der von 1948 bis 1949 die Station des FIDS auf Stonington Island geleitet hatte. Der chilenische Geologe Eduardo García Soto, ein Teilnehmer der 52. Chilenischen Antarktisexpedition (1998–1999), starb auf dem Gletscher am 28. Januar 1999 bei einem Sturz in eine Gletscherspalte.